# Kruksum
Der Kruksum ist ein 6617 m hoher Berg im westlichen Baltoro Muztagh im Karakorum. 
Der Kruksum liegt östlich des 5704 m hohen Sarpo-Laggo-Passes. Der Dungegletscher hat sein Nährgebiet am Südhang des Kruksum. Der Hauptgipfel des Kruksum befindet sich in Pakistan. Ein Berggrat führt zu dem 0,9 km nördlich gelegenen 6600 m hohen Nordgipfel (⊙). Der Berggrat führt von dort 1,94 km nach Osten zum 6544 m hohen Ostgipfel (⊙). Die beiden Nebengipfel befinden sich auf der Wasserscheide zwischen Shaksgam und Indus an der Grenze zwischen Pakistan und dem von der Volksrepublik China annektierten Shaksgam-Tal. Am Nordhang der beiden Nebengipfel strömt der Sarpo-Laggo-Gletscher. Die Westseite von Haupt- und Nordgipfel wird vom Trangogletscher entwässert. 